# Nissan Juke
Nissan Juke – samochód osobowy typu crossover klasy aut miejskich produkowany przez japoński koncern Nissan od 2010 roku. Od 2019 roku produkowana jest druga generacja modelu.

## Pierwsza generacja
Nissan Juke I został po raz pierwszy oficjalnie zaprezentowany na Geneva Motor Show w 2009 roku.

### Historia i opis modelu

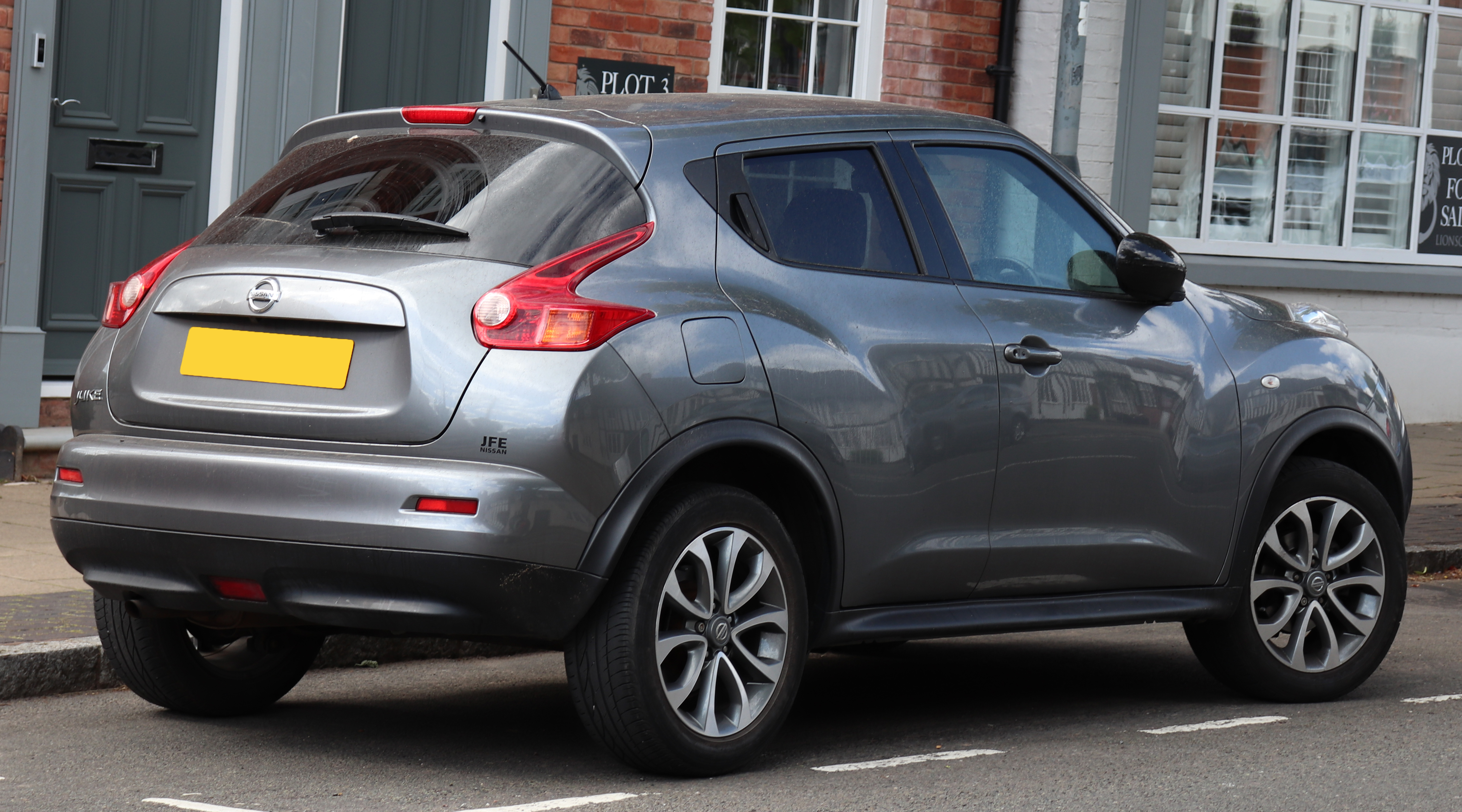
Nissan Juke I przed liftingiem - tył

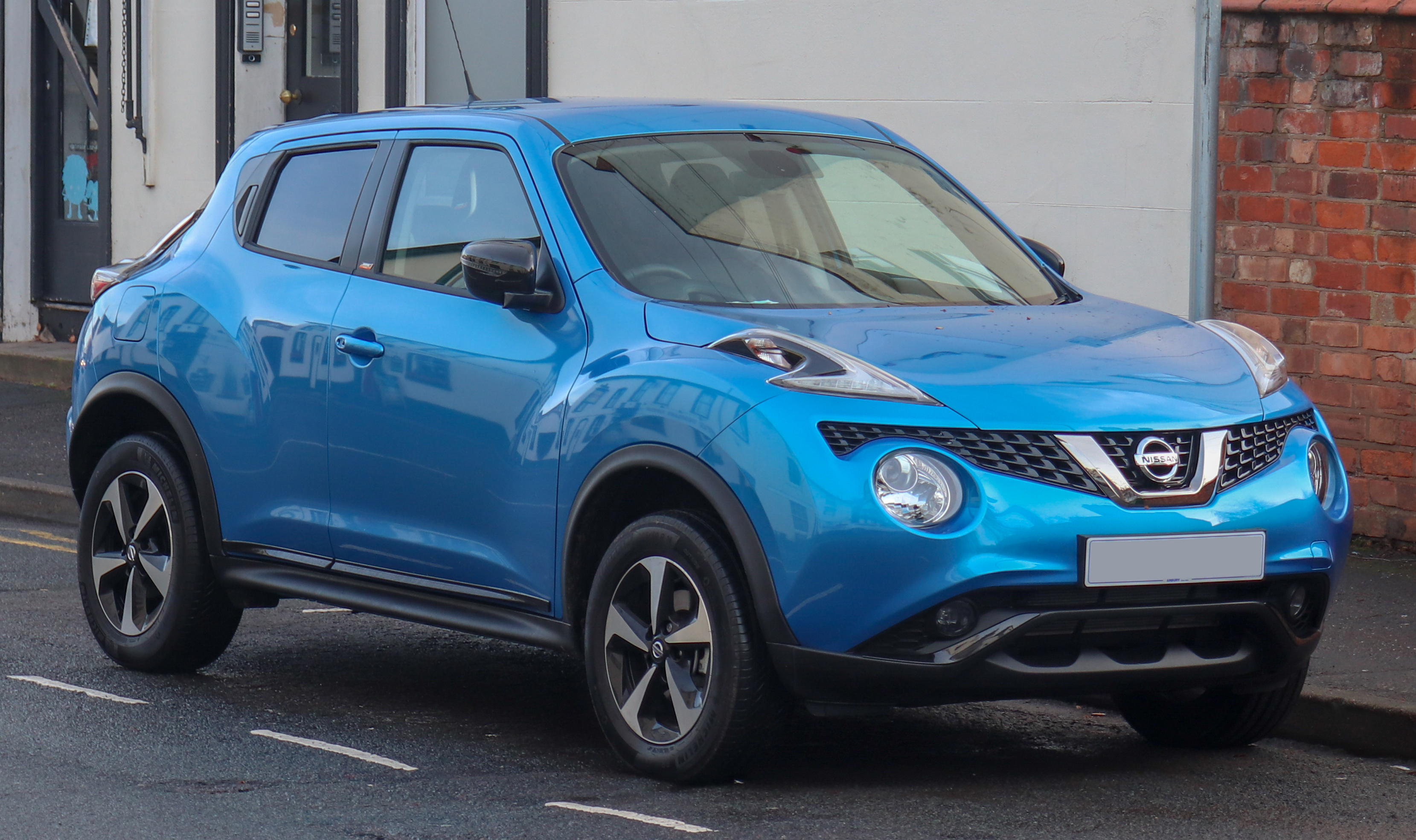
Nissan Juke I po liftingu

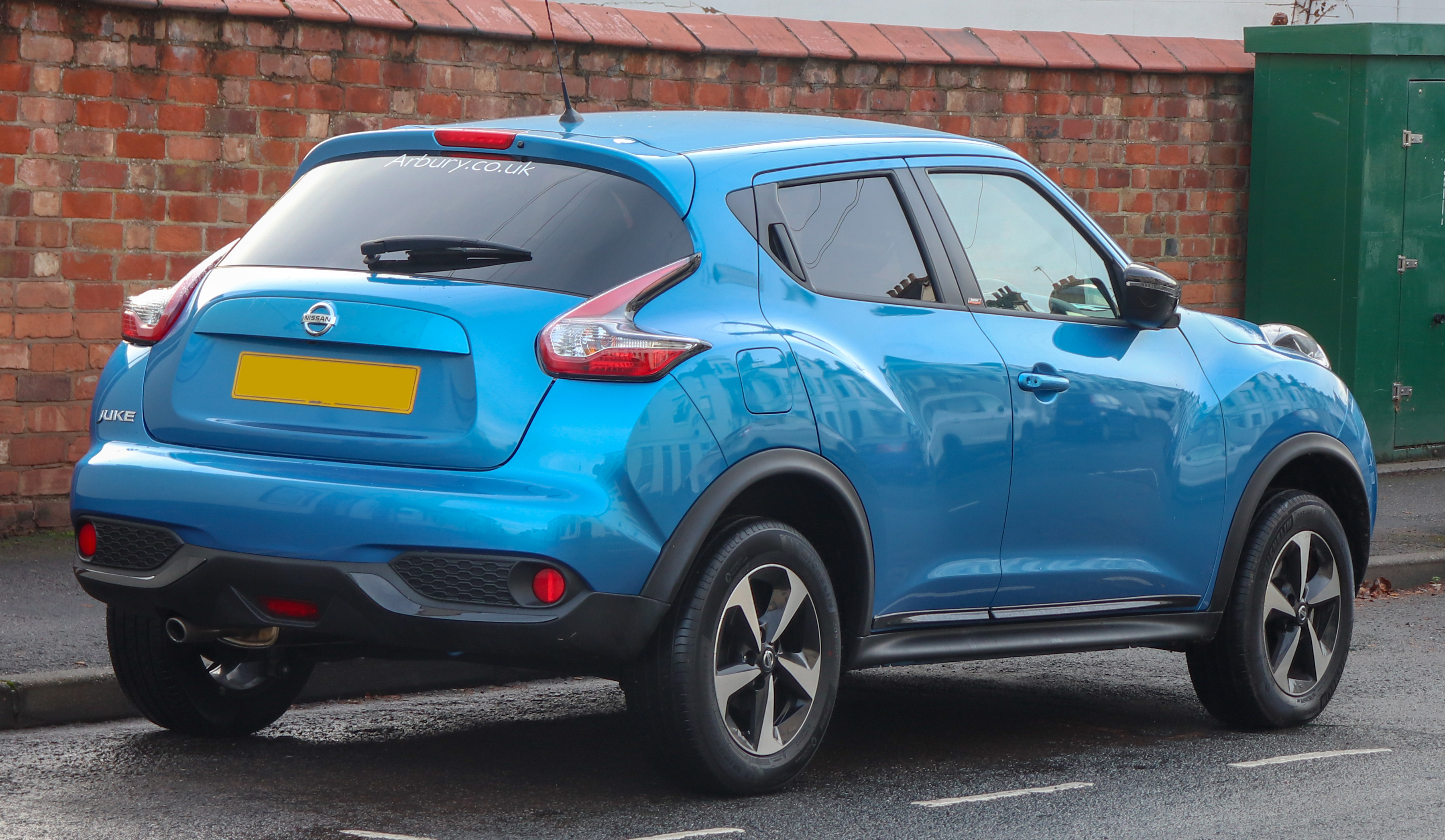
Nissan Juke I po liftingu - tył

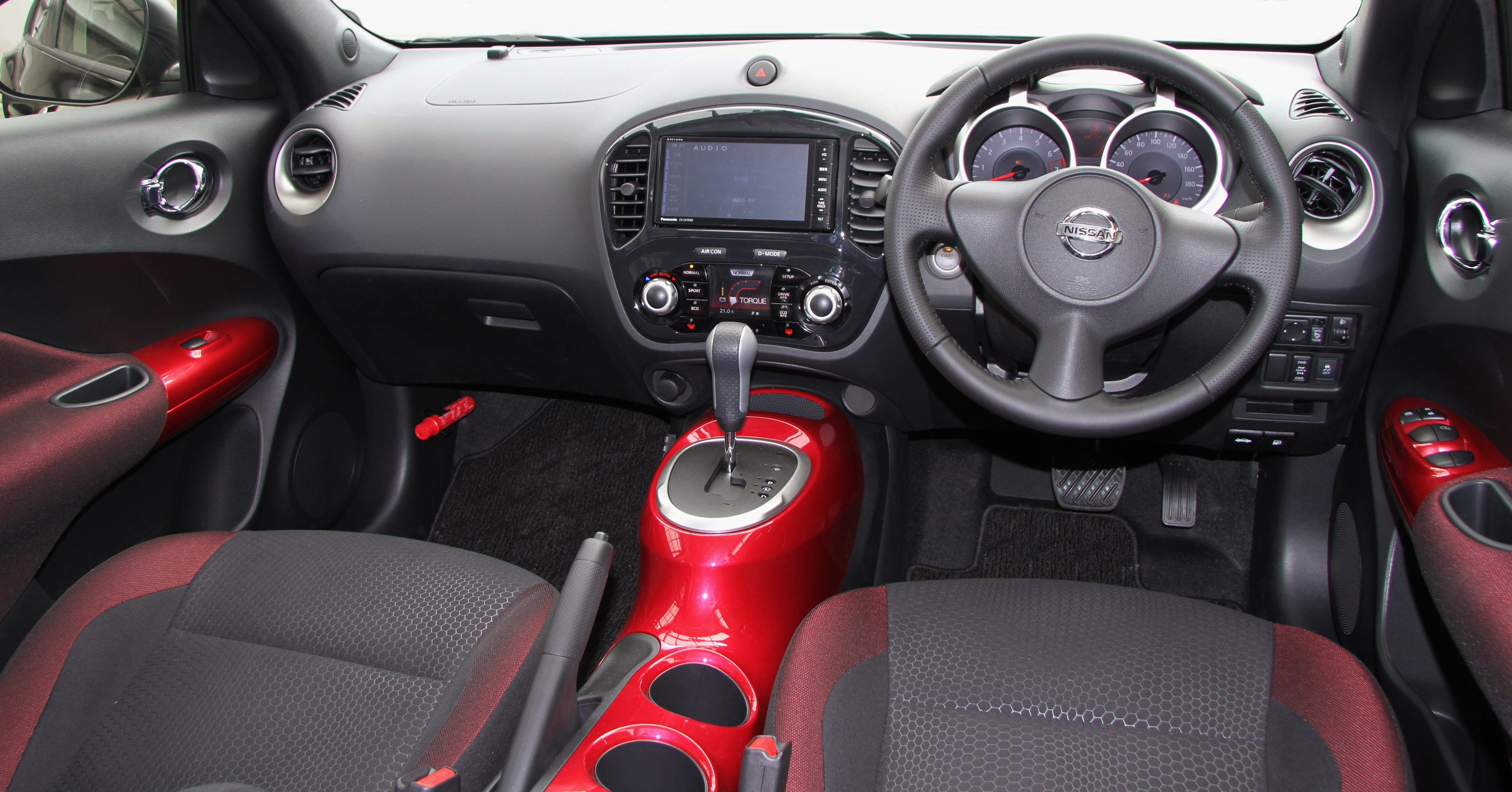
Wnętrze

Samochód jest typowym SUVem z szerokimi oponami, podwyższonym zawieszeniem i masywną postawą. Górna część pojazdu nawiązuje do samochodu sportowego poprzez wysoko poprowadzoną krawędź okien o kształcie szyby kasku motocyklowego oraz opadającą linią dachu tak jak w modelach coupe. Wnętrze auta jest stylizowane na sportowe. Podporządkowany kierowcy kokpit zdominowano konsolą centralną, która kształtem przypomina motocyklowy zbiornik paliwa.
W marcu 2014 roku podczas targów motoryzacyjnych w Genewie Nissan zaprezentował model Juke po liftingu. W samochodzie zmieniono m.in. pas przedni pojazdu, w którym umieszczono reflektory ksenonowe, światła do jazdy dziennej wykonane w technologii LED, nowa atrapę chłodnicy oraz zderzak, oraz tylne reflektory i zderzak. Pojawił się nowy doładowany silnik benzynowy o pojemności 1.2 DIG-T o mocy 115 KM i 190 Nm momentu obrotowego, który zastąpił wolnossącą jednostkę 1.6.

### Wersje wyposażeniowe
- Visia
- Visia Plus
- Acenta
- Tekna
- Shiro
- Nismo
- N-TEC
- Midnight Edition
- Ministry of Sound
- S
- SV
- SL
- Impul
- Shiro

Wyposażenie seryjne pojazdu obejmuje komplet poduszek powietrznych, ESP.

### Silniki
| Silnik                       | Pojemność skokowa [cm³] | Moc maksymalna [KM] przy obr./min | Maks. moment obrotowy [Nm] przy obr./min | Przyspieszenie 0-100 km/h [s] | Prędkość maks. [km/h] | Średnie zużycie paliwa [l/100km] | Od roku |
| ---------------------------- | ----------------------- | --------------------------------- | ---------------------------------------- | ----------------------------- | --------------------- | -------------------------------- | ------- |
| 1.6 94 KM (benzynowy)        | 1598                    | 94/5400                           | 140/3200-4400                            | 12,0                          | 168                   | 6,0                              | 2013    |
| 1.6 117 KM (benzynowy)       | 1598                    | 117/6000                          | 158/4000                                 | 11,0                          | 178                   | 6,4                              | 2010    |
| 1.2 DIG-T 115 KM (benzynowy) | 1197                    | 115/4500                          | 190/2000                                 | 10,8                          | 178                   | 5,6                              | 2014    |
| 1.6 DIG-T 190 KM (benzynowy) | 1618                    | 190/5600                          | 240/2000-5200                            | 8,0                           | 215                   | 6,9                              | 2010    |
| 1.6 DIG-T 200 KM (benzynowy) | 1618                    | 200/6000                          | 250/2400-4800                            | 7,8                           | 215                   | 6,9                              | 2013    |
| 1.5 dCi 110 KM (turbodiesel) | 1461                    | 110/4000                          | 240/1750                                 | 11,2                          | 175                   | 5,1                              | 2010    |

## Druga generacja

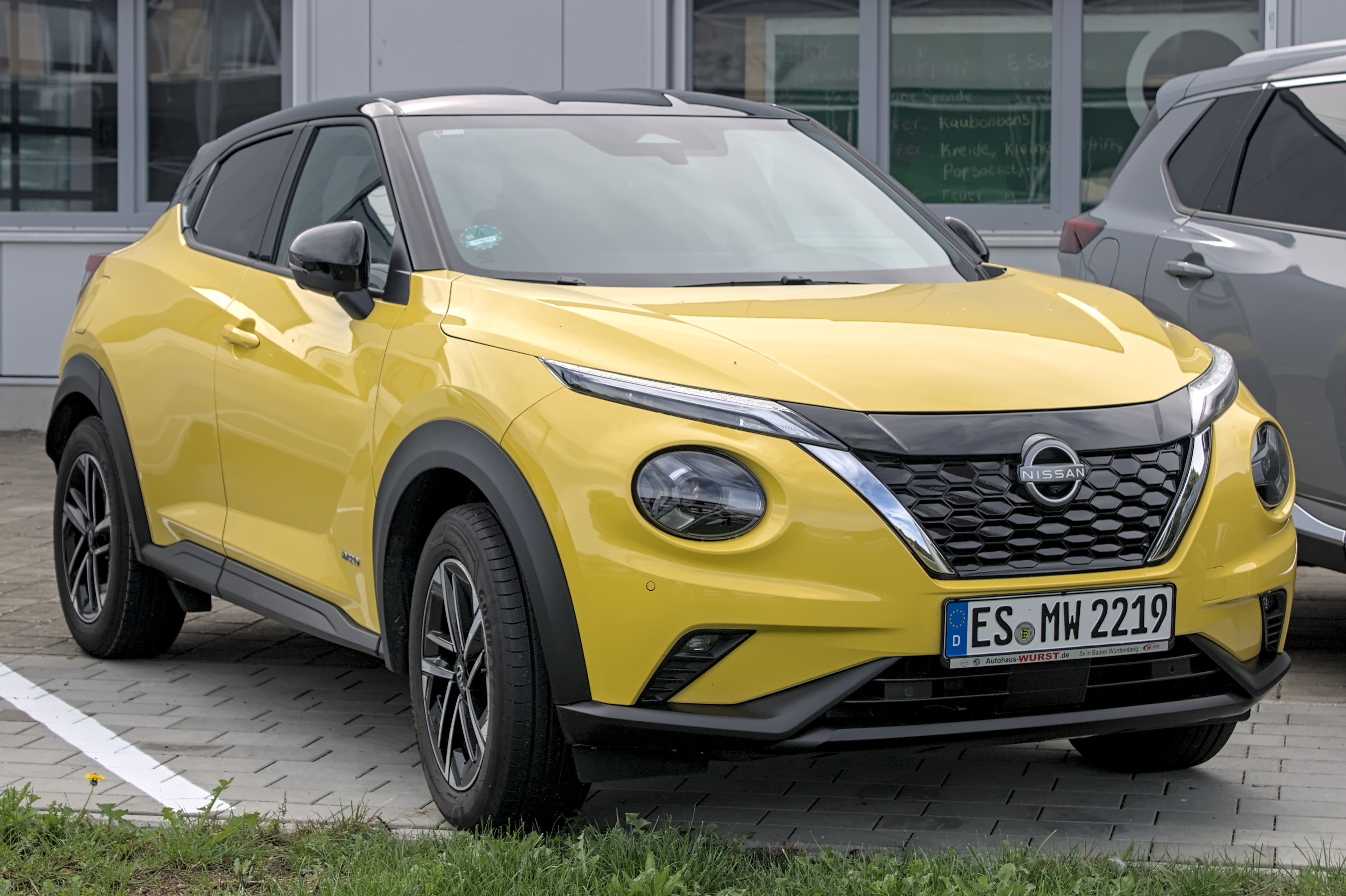
Nissan Juke II po liftingu

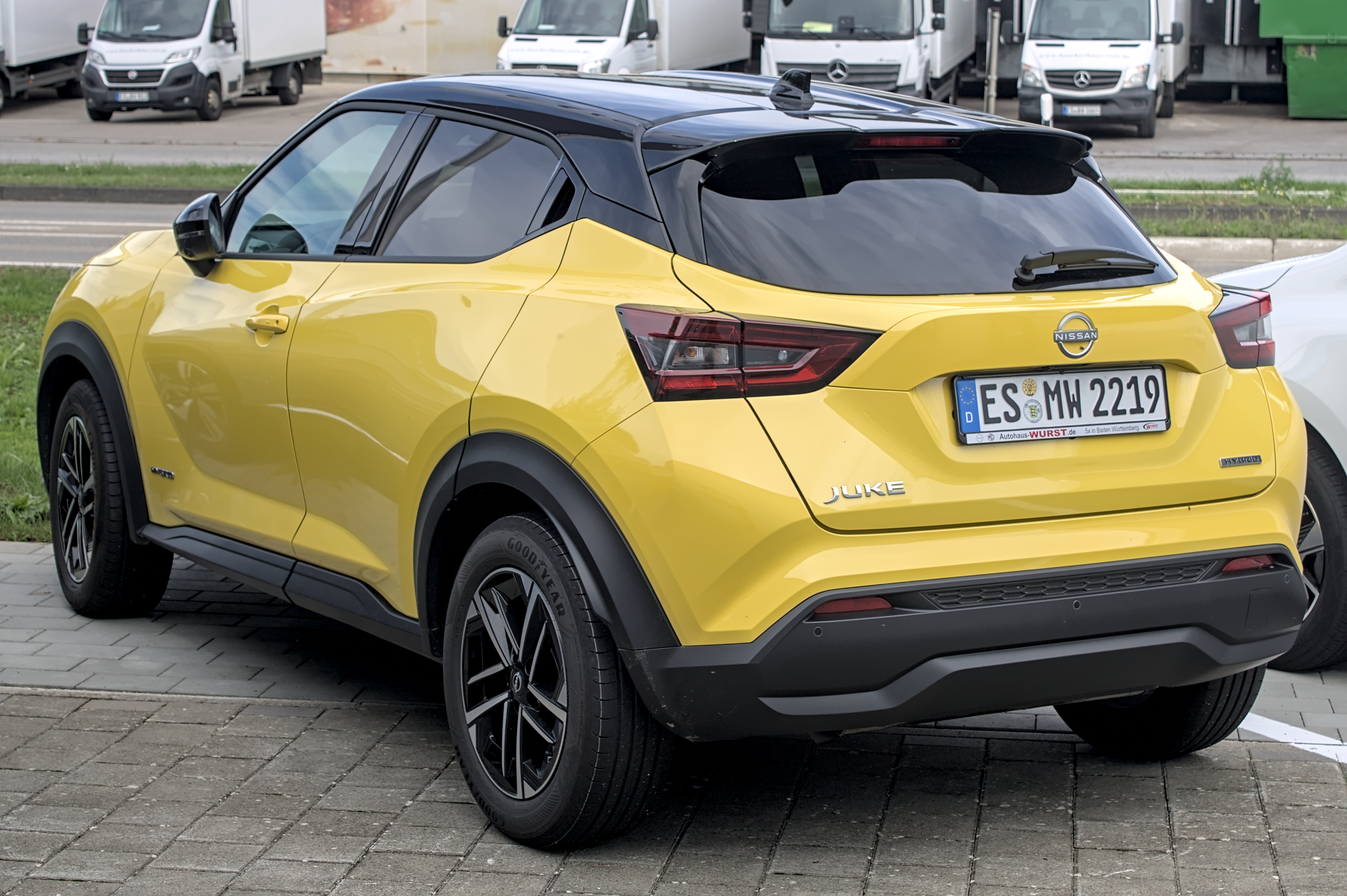
Nissan Juke II - tył po liftingu

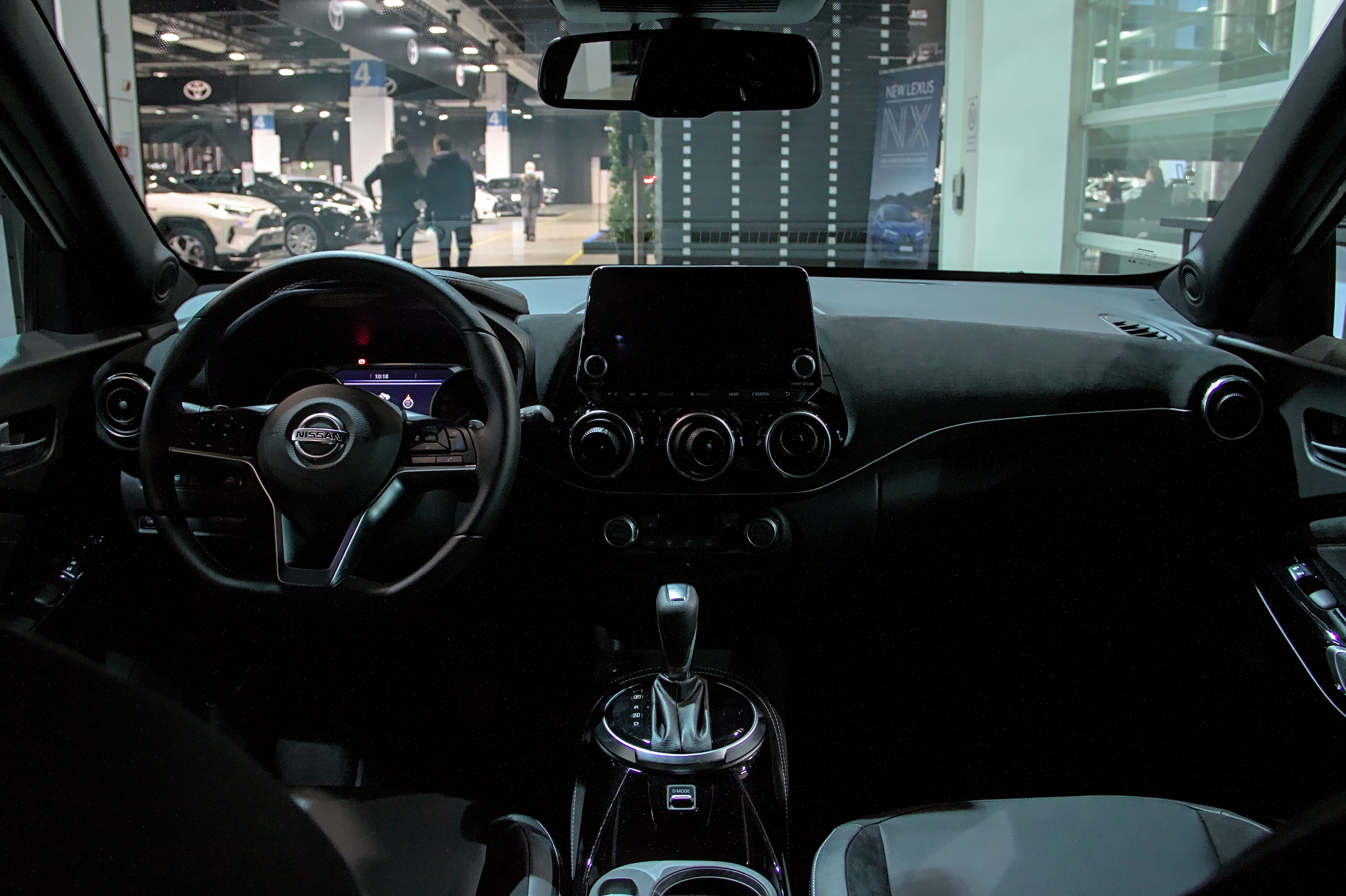
Wnętrze

Nissan Juke II został po raz pierwszy oficjalnie zaprezentowany w 2019 roku.

### Wersje wyposażenia
- Visia
- Acenta
- N-Connecta
- N-Design
- Tekna

### Wersje specjalne
- Enigma

Na początku roku 2021 Nissan zaprezentował Juke'a w wersji Enigma, plasowanej pod względem cenowym między wariantami wyposażeniowymi N-Connect i Tekna. To pierwszy samochód w gamie producenta z Japonii, który oferuje kompatybilność z inteligentnym asystentem od Amazona – Alexą. Pod względem wizualnym Enigma wyróżnia się specjalnymi wzorami na dachu i obudowach lusterek bocznych, emblematami Enigma na słupkach C oraz 19-calowymi felgami Akari. Wybór kolorów nadwozia został ograniczony do trzech: szarego, czarnego lub białego.